# Annemarie Wildeisen
Annemarie Wildeisen (née en 1946 à Baden) est une cuisinière à la télévision et auteure suisse de livres de cuisine.

## Biograpjie
Wildeisen a travaillé plusieurs années comme rédactrice. Elle a ainsi découvert le thème de la cuisine. Elle était en outre monitrice de cuisine et ménagère.
Son émission Koche est émise par plusieurs stations de télévision régionales (Tele Tell, TeleZüri). Elle est si éminente, qu’elle avait déjà du donner des autographes dans un grand magasin.
Wildeisen est éditrice et rédactrice de leur magazine mensuel de cuisine.

## Livres
- (de) GALA Das Kochbuch, AT Verlag.
- (de) Gästemenüs zum Vorbereiten, AT Verlag.
- (de) Fleischküche, AT Verlag.
- (de) Gemüseküche, AT Verlag.
- (de) et (en) Fischküche, AT Verlag.
- (de) Meine 100 besten TV-Rezepte, AT Verlag.
- (de) 20-Minuten-Küche, AT Verlag.
- (de) Eine Prise Süden, AT Verlag.
- (de) Eiscreme Glace Sorbet, AT Verlag.
- (de) Fleisch sanft garen bei Niedertemperatur, AT Verlag.
- (de) Garen über Dampf, AT Verlag.
- (de) Gourmetmenüs aus dem Profi Steam, AT Verlag.
- (de) Konfitüren, Marmeladen, Gelees, AT Verlag.
- (de) Mozzarella, AT Verlag.
- (de) Schnell für zwei, AT Verlag.
- (de) Us em Chuchi-Chäschtli, AT Verlag.
- (de) Vanille, AT Verlag.

## Liens
- Son site
- Notices d'autorité :   - VIAF
  - ISNI
  - IdRef
  - LCCN
  - GND
  - Pays-Bas
  - WorldCat